# 马尔帕塞拱坝
43°30′43.48″N 6°45′23.40″E / 43.5120778°N 6.7565000°E

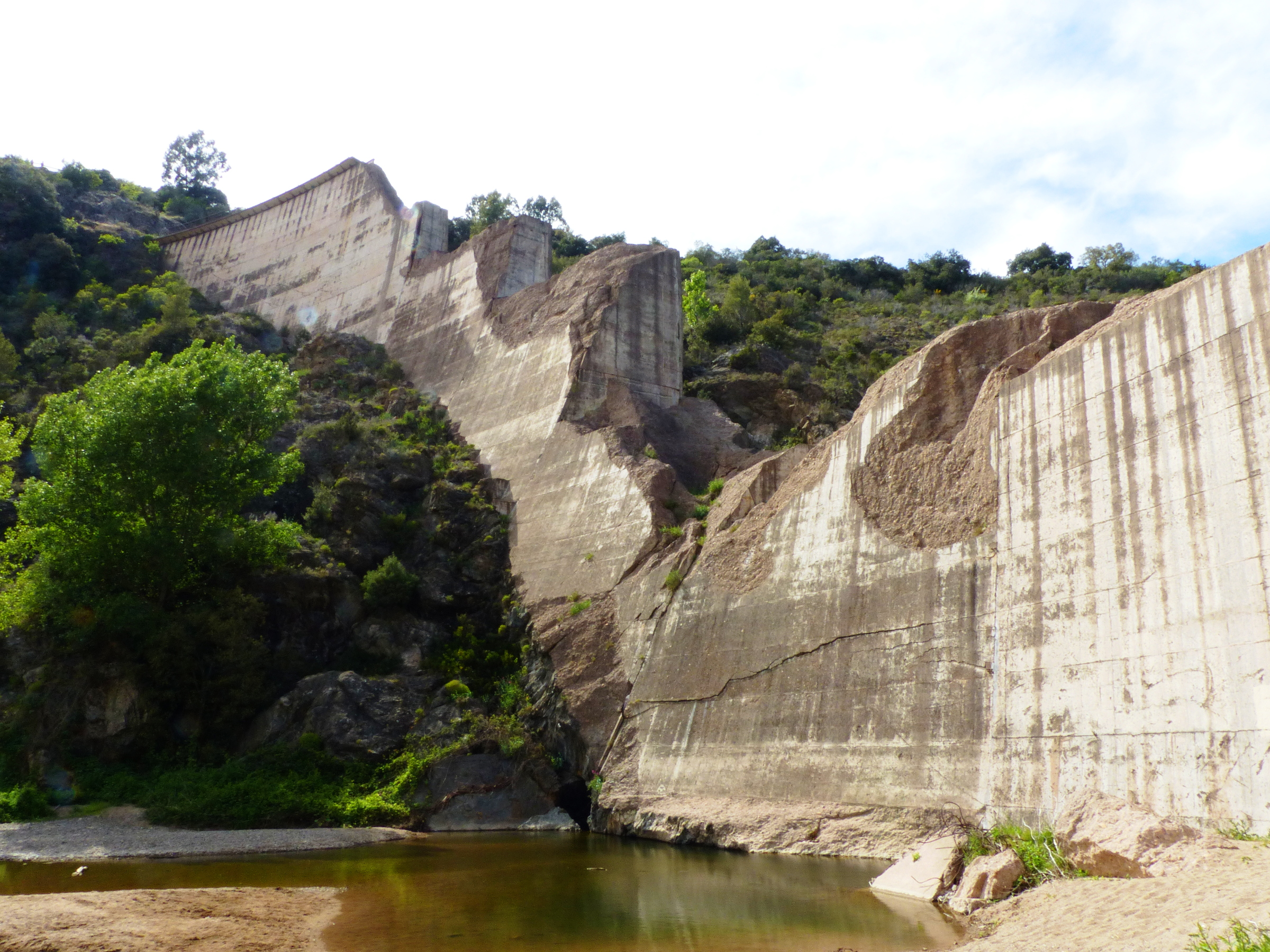
大坝残骸

马尔帕塞拱坝，位于法国南部蔚藍海岸瓦尔省弗雷于斯以北7 km，莱朗河入海口以上14km。1959年12月2日垮坝，导致423人被垮坝洪水淹死。损失合计6800万美元。

## 建造
双曲变半径薄拱坝。用于供水、灌溉。1952年4月1日开始建设，1954年竣工。由法国著名坝工权威安德烈·柯因（1891-1960）领导建设。造价5.8亿法郎（1955年价格）。库容5100万立方米。坝从长222米，高66米，底层厚6.78米，坝顶厚度1.5米。

## 灾难
1959年11月，发现右岸坝身有清水渗出。11月底发现坝脚裙部混凝土开裂。
1959年12月2日中午，由于降水，坝前蓄水已经达到最大水位。18时开始泄洪，但进水过大导致3小时水位只下降几厘米。21时13分垮坝。造成的洪水40米高，时速70km，摧毁了两座村庄马尔帕塞特（Malpasset）与Bozon。20分钟后洪水抵达弗雷于斯时仍有3米高，淹没了城市西部，最终入海。

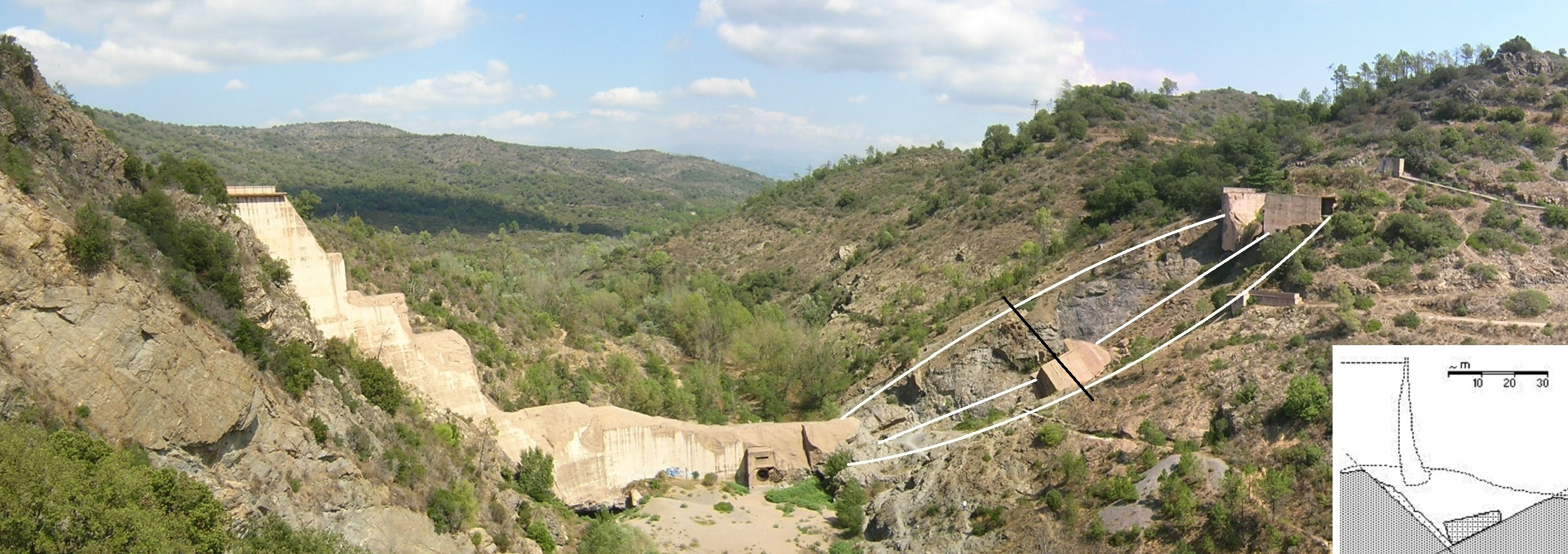
向下游眺望大坝残骸

## 原因
坝址地质条件差，特别是左岸多断裂还有夹泥。一条软弱夹层发生滑动。 